# Arrondissement di Châteauroux
L'arrondissement di Châteauroux è una suddivisione amministrativa francese, situata nel dipartimento dell'Indre e nella regione del Centro-Valle della Loira.

## Composizione
L'arrondissement di Châteauroux raggruppa 82 comuni in 11 cantoni:
- cantone di Ardentes
- cantone di Argenton-sur-Creuse
- cantone di Buzançais
- cantone di Châteauroux-Centre
- cantone di Châteauroux-Est
- cantone di Châteauroux-Ovest
- cantone di Châteauroux-Sud
- cantone di Châtillon-sur-Indre
- cantone di Écueillé
- cantone di Levroux
- cantone di Valençay.